# 台湾水藤
台灣水藤（學名：Calamus formosanus）是叢生、攀爬植物。台灣水藤為台灣特有種植物，與黃藤同為省藤屬植物。其种加词“formosanus”意为“台湾的”。

## 分布
flora of taiwan 和台灣維管束簡誌上皆寫全台皆可見，林務局將其列為稀有植物。

## 形態特徵
叢生、攀爬植物。叢生低矮狀貌似山棕。

### 葉
葉鞘扁平常有黑色、扁平硬刺，一回羽狀複葉1.2到1.8公尺長，小葉線型33到43公分，中肋旁有兩小脈。

### 生殖構造
圓錐花序可達1.8公尺以上，果實近球形，外側具黃色鱗片，直徑1.5公分。種子橢圓，約1公分長。

## 辨識重點
與黃藤同為省藤屬植物，兩者最大之差別為葉子先端並沒有帶刺之刺鞭，並且其葉鞘無膝狀突起。叢生與山棕頗像，惟其葉鞘具許多黑色之硬刺。